# Maninnya Blade
Maninnya Blade är ett svenskt metal-band, bildat i Boden i Norrbotten under tidigt 1980-tal, och anses numera vara ett av de första svenska banden inom thrash metal.
Singeln "The Barbarian" / "Ripper Attack" (1984) och fullängdsalbumet Merchants in Metal (1986) utgavs innan bandet splittrades år 1988 och några av medlemmarna, däribland Martin "E-Type" Erikson på trummor, startade Hexenhaus. Bandet nybildades under tidigt 2000-tal.
Bandet signades år 2004 på den brasilianska etiketten Marquee och tidigare outgivet material, bland annat en tidigare outgiven demo från 2001, "A Demonic Mistress from the Past", samt live-inspelningar från 2002 gavs ut på en dubbel-CD, "Undead, Unborn, Alive" (2006).
Bandet spelade in några nya låtar under 2007, men ingen release av detta är planerad.

## Medlemmar
Nuvarande medlemmar
- Leif Eriksson – sång
- Andreas Lindmark – trummor
- Jan Lindberg – basgitarr
- Nick Johansson – gitarr
- Jerry Rutström – gitarr

Tidigare medlemmar
- Martin "E-Type" Erikson – trummor
- Ingemar Lundeberg – trummor
- Jan "Blomman" Blomqvist – basgitarr
- Mike Wead (Mikael Vikström) – gitarr
- Rick Meister – gitarr
- Nisse Garreth Brandt – trummor (1987–1988)
- Johan Henriksson – trummor

## Diskografi
Demos
- Incubus (1987)
- Tribal Warfare (1987)
- Demo 1988 (1988)
- Tools of Destruction (2008)

Singlar
- "The Barbarian" / "Ripper Attack" (1984)

Studioalbum
- Merchants in Metal (1986)

Samlingsalbum
- A Demonic Mistress from the Past (2001)
- Undead, Unborn, Alive... (2006)